# Fonte del Leone

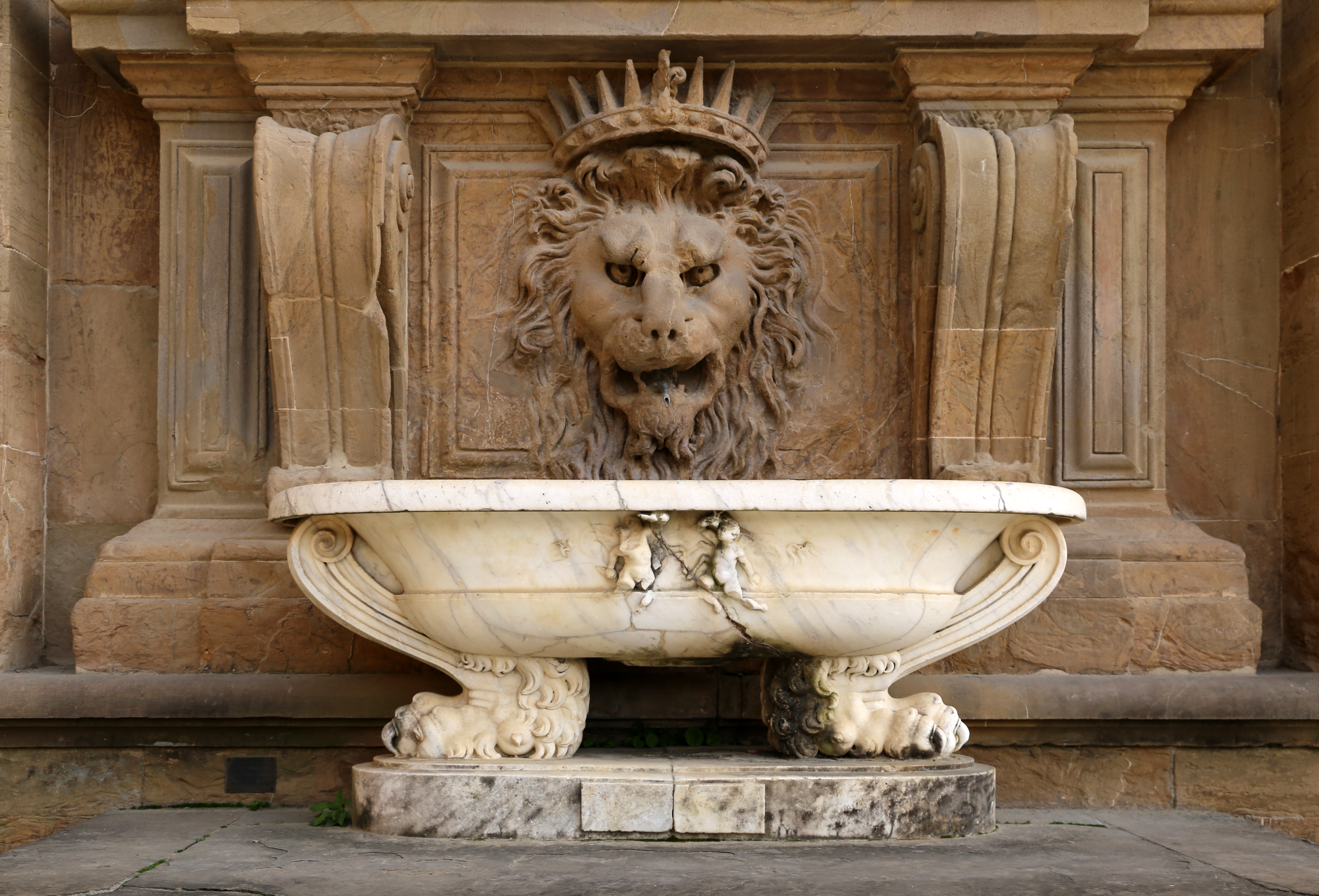
Fonte del Leone

La fonte del Leone si trova sulla facciata di palazzo Pitti a Firenze, in piazza Pitti.
Fu fatta costruire da Cosimo III de' Medici nel 1696 adattando una delle teste leonine di Raffaello Curradi contenute alla base delle finestre inginocchiate della facciata per il "comodo pubblico".
È composta dalla grande testa leonina marmorea, simbolo di potere regale, con un cannellino in bocca che versa l'acqua in una vasca ellittica poggiata su un rialzo con doppia rampa laterale di sei scalini.
La vasca marmorea, opera di Giovanni Fancelli, è decorata da due eleganti volute laterali, due putti sul fronte sotto il bordo e due poderose zampe leonine.
Particolare è la presenza della corona del Granducato di Toscana sulla testa di leone. Il titolo di granduca venne appositamente creato da papa Pio V nel 1569 per Cosimo I de' Medici, inserendolo nella gerarchia nobiliare come titolo intermedio fra duca e principe, con l'appellativo di Altezza Serenissima. La corona era quindi diversa da quella principesca e quella ducale, caratterizzata dall'ornamento di smeraldi, rubini e perle, con la particolarità unica di aveva al centro, invece del fiorone con la perla, un giglio fiorentino. La vera corona granducale, della quale restano comunque disegni e dipinti, venne dispersa col passaggio di potere ai Lorena.
La fonte è da molti anni privata dell'acqua corrente.